# Мари, Пьер
Пьер Мари (фр. Pierre Marie; 9 сентября 1853 — 13 апреля 1940) — французский невролог, исследователь заболеваний нервной системы.

Начал медицинскую карьеру в 1878 году как ассистент знаменитого психиатра Жана Мартена Шарко в Париже.
Совместно исследовали неврологические заболевания, в частности рассеянный склероз. Мари стал преемником Шарко на посту руководителя кафедры нервных болезней в больнице Сальпетриер.

## Вклад в науку
Известен по описанию болезни Шарко — Мари, которая характеризуется постепенным снижением мускульной силы в конечностях.
Кроме того, его имя присутствует в одном из вариантов названия ахондроплазии,  именуемой также болезнью Парро — Мари: в 1900 году Пьер Мари впервые описал основные черты этого наследственного заболевания у детей и взрослых.
Его именем также названа болезнь Мари — Штрюмпеля — анкилозирующий спондилит. Известна в странах Варшавского договора как болезнь Бехтерева